# Tombe de Ferdinand van den Eynde
Le Tombeau de Ferdinand van den Eynde est un monument sculptural conçu et réalisé par François Duquesnoy. Il est situé dans l'église Santa Maria dell'Anima à Rome. Duquesnoy a obtenu la commande de cette œuvre grâce à Pietro Pescatore, alias De Visschere, ou Pieter Visscher, un marchand flamand. Le site pour l'épitaphe d'Eynde a été accordé par l'administration de l'église le 3 août 1633. Visscher et Baldoin Breyel ont été chargés de superviser l'exécution du tombeau. Tous deux étaient des amis du défunt, qui appartenaient à la communauté néerlandaise expatriée de Santa Maria dell'Anima à Rome. Le tombeau a été achevé entre 1633 et 1640.
Les puttos qui composent l'épitaphe de Van den Eynde, en particulier le putto de droite, sont considérés comme "le sommet de l'évolution du putto en sculpture" et l'une des plus grandes réalisations de Duquesnoy. Des copies des putti de Van den Eynde, qu'elles soient en plâtre ou en cire, ont appartenu à de nombreux artistes à Rome et en Europe du Nord. Les moulages en plâtre des putti qui décorent la tombe de Van den Eynde ont été répertoriés dans les inventaires des ateliers de l'assistant du Bernin Peter Verpoorten (en) et de l'artiste italien Ercole Ferrata à Rome, ainsi que dans les ateliers anversois d'Erasmus Quellinus II et de Peter Paul Rubens. Giovanni Battista Passeri et Giovanni Pietro Bellori ont tous deux souligné la renommée des putti de Van den Eynde, qui ont servi de modèles au putto des enfants pour les artistes contemporains. De nombreux autres artistes, tels que Peter Paul Rubens et Johann Joachim Winckelmann (généralement un critique sévère de la sculpture baroque) ont loué les putti de Van den Eynde. Au cours des siècles suivants, des artistes du monde entier ont représenté l'épitaphe de Van den Eynde en peinture et en dessin. Parmi les dessins qui subsistent aujourd'hui, on trouve ceux de Johan Sylvius (en), Jean-Robert Ango et Augustin Pajou.